# پادشاهی ویزیگوت
پادشاهی ویزیگوت (لاتین: Regnum Visigothorum؛ گوتیک:Gutþiuda Þiudinassus) دولتی بود که میان سده‌های پنجم تا هشتم میلادی در جنوب باختری فرانسه کنونی و شبه‌جزیره ایبری برقرار بود.
پایه‌ریز این دولت، والیا پادشاه ویزیگوت‌ها بود که نخست در آکیتن در جنوب فرانسه تشکیل شد و سپس با گشودن شبه‌جزیره ایبری گسترش یافت. با گسترش قدرت فرانک‌ها، پادشاهی ویزیگوت بیشتر قلمرو واقع در سرزمین گل را از دست داد.
با فتح اندلس به دست امویان، پادشاهی ویزیگوت بیشتر قلمرویش در ایبری را نیز از دست داد.

## تاریخچه

### پادشاهی فدرال
از سال ۴۰۷ تا ۴۰۹ پس از میلاد، اتحادی از وندال‌های ژرمن، الانانهای ایرانی و سوئبی‌های ژرمن از رودخانه راین یخ‌زده عبور کردند و سراسر فرانسه امروزی و شبه جزیره ایبری را درنوردیدند. به نوبه خود، ویزیگوت‌ها تحت رهبری آلاریک یکم رم را در سال ۴۱۰ غارت کردند و گالا پلاچیدیا، خواهر امپراتور روم غربی هونوریوس را به اسارت گرفتند. 

### پادشاهی تولوز
در سال ۴۶۶، یوریک، که کوچک‌ترین پسر تئودوریک اول بود، به تاج و تخت ویزیگوت رسید. او به خاطر قتل برادر بزرگترش تئودوریک دوم، که خود با قتل برادر بزرگترش توریسموند پادشاه شده بود، به بدنامی شناخته می‌شد. تحت فرماندهی یوریک (۴۶۶–۴۸۴)، ویزیگوت‌ها شروع به گسترش در گال و تحکیم حضور خود در شبه جزیره ایبریا کردند.

### پادشاهی آریان هیسپانیا
پس از مرگ آلاریک دوم، پسر نامشروع او گسالک قدرت را به دست گرفت تا اینکه تئودوریک کبیر، فرمانروای پادشاهی استروگوت‌ها، او را در بارسلونا مورد حمله قرار داد و او را شکست داد، خلع شد. گسالک فرار کرد و نیروهایش را دوباره جمع کرد، اما دوباره در بارسلونا شکست خورد و دستگیر و کشته شد. 